# Death of a Pop Star
Death of a Pop Star è un concept album collaborativo tra il rapper statunitense David Banner e il produttore hip hop connazionale 9th Wonder, pubblicato nel 2010 da Big Face e E1.
| Recensione      | Giudizio |
| --------------- | -------- |
| AllMusic        | [ 1 ]    |
| Prefix Magazine | [ 2 ]    |
| Pitchfork       | [ 3 ]    |
| HipHopDX        | [ 4 ]    |
| RapReviews      | [ 5 ]    |
| USA Today       | [ 6 ]    |

## Tracce
1. Diamonds on My Pinky – 2:19 (Lavell Crump, Patrick Douthit, Chris Goodman) – 9th Wonder, David Banner, THX
2. No Denying (Channel 3) – 2:13 (Crump, Douthit, Warryn Campbell) – 9th Wonder, David Banner, Campbell
3. Mas 4 – 1:20 (Crump, Douthit) – 9th Wonder
4. The Light – 4:18 (Crump, Eric Jones) – E. Jones
5. Slow Down (featuring Heather Victoria) – 3:20 (Crump, Douthit, Campbell
, Heather Victoria) – 9th Wonder, David Banner, Campbell
6. Be With You (featuring Ludacris & Marsha Ambrosius) – 3:21 (Crump, Douthit, Campbell, Marsha Ambrosius, Christopher Bridges) – 9th Wonder, David Banner, Campbell
7. Stutter (featuring Anthony Hamilton) – 3:25 (Crump, Douthit, Campbell, Anthony Hamilton) – 9th Wonder, David Banner, Campbell
8. Silly (featuring Erykah Badu) – 2:08 (Crump, Douthit, Goodman, Erica Wright) – 9th Wonder, David Banner, THX
9. Something Is Wrong (featuring Lisa Ivey) – 3:49 (Crump, Douthit, Campbell) – 9th Wonder, David Banner, Campbell
10. Strange (featuring Big Remo) – 4:21 (Crump, Douthit, Campbell, Remo) – 9th Wonder, David Banner, E. Jones, Campbell

Tracce bonus da Best Buy
1. Love Me Down – 4:20 – 9th Wonder
2. Hip-Hop (featuring Mars) – 3:26 – 9th Wonder
3. Mas (Remix) – 1:23 – David Banner

## Classifiche
| Classifica (2010)         | Posizione massima |
| ------------------------- | ----------------- |
| Stati Uniti               | 87                |
| US Independent Albums     | 14                |
| US Top Rap Albums         | 17                |
| US Top R&B/Hip-Hop Albums | 41                |